# 池原謙一郎

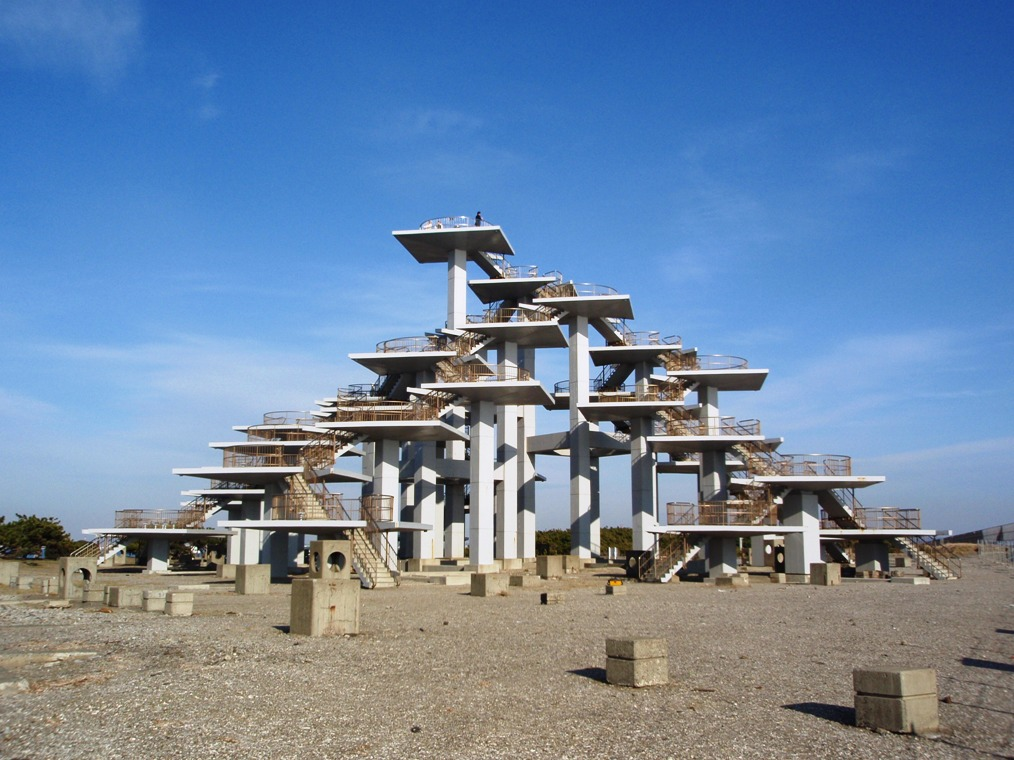
千葉県立富津公園にある明治100年記念展望台(2008年2月撮影)

池原 謙一郎（いけはら けんいちろう、1928年7月6日 - 2002年3月15日）は、日本の造園家。環境デザイナー。ランドスケープデザインの研究者。
筑波大学芸術専門学群で教壇にたちデザインを指導する一方で、公園等の作品を残す。造形美を追求したアート感覚の公園を設計、さらに同世代の造園・環境デザインを担う仲間と活動を積極的に展開し、戦後造園設計界の中心的存在となった。
また一方で、サッカー日本代表のサポーター組織「日本サッカー狂会」を立ち上げ、長く日本のサッカーを支援、現在はバレーボールの応援で有名なフレーズ「日本チャ、チャ、チャ」の応援スタイルを考案した。

## 来歴
愛知県名古屋市に生まれ、津島で育つ。1941年（昭和16年）、旧制愛知県立明倫中学校（現・愛知県立明和高等学校）に進学する。旧制中学時代は陸上と絵画にとりくんだ。1945年（昭和20年）、旧制中学を4年で修了し、第八高等学校 (旧制)に進学した（いわゆる「四修進学」〈飛び級〉）。同年、東京帝国大学に入学して、サッカー部に所属した。
1948年（昭和23年）、東京大学農学部農学科園芸第二教室（講座）に進学し、丹羽鼎三の指導を受ける。1951年（昭和26年）に卒業、翌年に同大学大学院に進学するも中退し、助手に就任した。
1955年（昭和30年）、建設省に入省する。1958年（昭和33年）に日本住宅公団宅地部に移籍した。同年、庭野デザイナー6人展に参加する。
1959年（昭和34年）、白川公園計画懸賞公募に参加し2等となる。1960年（昭和35年）には世界デザイン会議に参加して環境部会でパネリストをつとめた。
1963年（昭和38年）、日本技術開発株式会社・総合計画部に移籍し、緑地課長に就任した。
1964年（昭和39年）、建築家の石井尚や樋渡達也、小林治人、グラフィックデザイナーの早川和也らとチームを組んで、東京都主催代々木公園設計者選定コンペティションに応募。1等は無しで2等に入選。基本構想の原案として採用される。また、国際造園家協会連合IFLA東京大会にかかわる。伊藤邦衛らと幹事となり「造園設計事務所連合」（現ランドスケープコンサルタンツ協会）を発足させる。この年より東京大学農学部非常勤講師となる。
1966年（昭和41年）、自身の設計事務所/ランドスケープコンサルタントの「環境計画研究室」を設立する。
1973年より東北大学工学部と筑波大学大学院芸術学研究科の非常勤講師となる。
1978年に筑波大学芸術学群教授に就任し、1992年に退官した。
墓所は多磨霊園。

## 主な作品と業績
- モダンアート展出展作「閉ざされた空間」、1956年
- モダンアート展出展作「地下の露出」、1957年
- モダンアート展出展作「空中彫刻のあるビルの中庭」、1958年
- 入谷南公園、東京都台東区松が谷3丁目、1959年
- 入谷南公園遊具“石の山”
- 外務省精励会霞友会館造園
- 代々木公園、1964年
- 隅田川X橋（桜橋）構想
- 岡山市オープンスペース計画 - 建設省が日本緑化センターに委託したもの
- 羽衣公園（広場風公園）、千葉市、1966年
- 千里丘陵児童公園（児童施設研究会）
- 金町駅前市街地住宅ランドスケープ・プレイグラウンド、1967年
- 南多摩新都市開発事業公園緑地基本計画、東京都八王子市 - 日本公園緑地協会の主担当 1970年
- 夢の島公園
- 光が丘パークタウン・グランドハイツ地区コミュニティ道路、1983年
- 名古屋城北部旧練兵場跡地整備公園(佐藤昌らと)
- 大阪万博政府出展日本庭園実施設計、1970年
- 長岡セントラルパーク、新潟県長岡市、1970年
- 明治100年記念展望台、千葉県富津市、1971年
- 長岡市幸町公園、新潟県長岡市、1972年
- 沖縄海洋博覧会政府出展海浜公園基本構想、1973年
- 所沢市根岸公園、埼玉県
- つくば・竹田公園、1976年
- 岐阜市都市ランドスケープ計画、1977年
- イメージスケッチ「はてしなき旅へと・・・」、1982年～
- フィリピン・カリラヤの日本人戦没者慰霊園（慰霊碑：谷口吉郎、金子栄一ほか施工管理）、1975年
- フィリピンマニラ・ルネタ公園内日本庭園（金子九郎らと）、1968年
- プロセスアーキテクチュアNo59「日本の景」、1986年
- 羽衣公園改修設計、1985年
- 入谷町南公園改修設計、1981年
- 代々木公園・水景基本構想、1988年
- 勅使ヶ池墓園基本設計、1988年
- 栄公園地区広場ゾーン整備、1989年

## 賞歴
- 1969年 日本造園学会賞
- 1972年 第2回日本公園緑地協会北村賞
- 2001年 日本造園学会上原敬二賞

## 人物
シャツは黒シャツを好んで着用していた。
日本サッカー協会を設立したのは、日本住宅公団時代の1962年（昭和37年）である。